# Saint-Martin-de-Fenouillet
Saint-Martin-de-Fenouillet (în catalană Sant Martí de Fenollet) este o comună în departamentul Pyrénées-Orientales din sudul Franței. În 2009 avea o populație de 56 de locuitori.

## Evoluția populației
| An        | 1975 | 1982 | 1990 | 1999 | 2006 | 2009 |
| --------- | ---- | ---- | ---- | ---- | ---- | ---- |
| Populație | 91   | 58   | 52   | 47   | 53   | 56   |